# 마드리드 국제 애니메이션 영화제
마드리드 국제 애니메이션 영화제(Festival Internacional de Imagen Animada de Pozuelo de Alarcón - Comunidad de Madrid)는 매년 9월에 스페인 마드리드 지방 포수엘로데알라르콘에서 개최되는 애니메이션 작품을 전문으로 취급하는 국제 영화제이다. 애니마드리드(Animadrid)라는 명칭으로도 잘 알려져 있다.

## 개요
- 세계 각지의 애니메이션 작품을 소개하는 동시에 젊은이에게 작품 발표의 장을 마련해, 프로듀서와 감독, 발기인 및 구매자에 교류의 기회를 제공하는 것이 영화제의 목적이다.
- ASIFA (국제 애니메이션 영화 협회)에 가입하지 않았다.

## 부문
클레이 애니메이션, 인형 애니메이션, 종이 애니메이션 등 다양한 기법으로 제작된 작품이 다음 카테고리에서 상영된다.
- 장편 영화 부문 (경쟁)
- 단편 영화 부문 (경쟁)
- TV 프로그램 부문 (경쟁)
- 학생 부문 (경쟁)
- 특별 프로그램